# Сицкий, Юрий Андреевич
Князь Юрий Андреевич Сицкий (ум. 3 августа 1644) — рында, воевода, наместник и боярин во времена правления Михаила Фёдоровича.
Последний представитель княжеского рода Сицкие. Старший сын Андрея Васильевича Жуклы Сицкий. Имел брата князя Андрея Андреевича.

## Биография
Впервые в разрядах упоминается в 1618 году. В 1618—1622 годах Юрий Андреевич в торжественные дни, когда бывали обеды у царя, «смотрел в кривой или в большой стол и вина наряжал».
В 1619—1621 годах упоминается, как рында при приемах посла бухарского хана, шведского посланника и послов «китайского государя Алтына царя» и ездил от имени царя Михаила Фёдоровича к кизилбашскому послу. Последнее обстоятельство послужило поводом к некоторому недоумению в отношении местнических счетов: в 1621 году патриарх Филарет Никитич послал стольника князя Петра Алексеевича Репнина со столом к турецкому послу. Князь Репнин бил челом царю и патриарху, что он готов ехать, но князь Юрий Андреевич Сицкий «похваляется тем, сказывает, что он его учинился больше, потому что он ездил от государя к кизильбашскому послу, а князь Репнин ездил после него к тому же послу от патриарха». Царь велел сказать к Репнину, что «тут мест нету, и впредь бы о том деле не бил челом и их Великих Государей тем на гнев не воздвигнул». Князья Репнины и Сицкие являлись родственниками и свойственниками Романовых, что придавало спору весьма конкретный смысл.
В 1620 году возница у Государя, упомянут в данной должности в 1633-1634 и 1636 годах.
В 1625 году на первой свадьбе царя Михаила Фёдоровича с княжной Марией Влададимировной Долгоруковой был в числе поезжан. В 1626 году на второй свадьбе царя Михаила Фёдоровича с Евдокией Лукьяновной Стрешневой нёс первым подножье, а на другой день после свадьбы, был с царем в мыльне.
В 1628 году присутствовал при приеме кизилбашских купцов.
В 1635 году упоминается, как чашник, смотрел в кривой стол при приеме литовских послов.
Князь Юрий Андреевич 15 мая 1638 года пожалован в бояре и в этот день обедал у Государя, после чего назначен первым воеводою в Астрахань.
В 1638-1639 годах первый воевода в Астрахани. Из его распоряжений за это время нам известны: 1) дозволение беспошлинной рыбной ловли под Астраханью, Троицкому, Преображенскому и Вознесенскому астраханским монастырям и причту тамошнего собора; 2) объявление ногайскому мурзе и его улусным людям, что государь «вины их велел им отдать и велел по-прежнему принять их под свою высокую руку». Вследствие этого кн. С. договорился с ними о кочевье, привел их на том «к шерти» (присяге), дал государево жалованье — платье и сукна, и отпустил в улусы. В этом же году денежный оклад князю Сицкому назначен 400 рублей в Устюжской четверти.
В 1640 году назначен наместником Нижнего Новгорода, был в ответе с датским послом.
В 1641 году глава Сыскного приказа, где с ним местничал второй судья князь А.Ф. Литвинов-Мосальский.
В 1642 году Юрий Андреевич — воевода в Венёве для охраны от прихода крымцев и нагайцев.
В 1642—1643 годах присутствовал в Разбойном приказе и разбирал жильцов по спискам.
В декабре 1643 года послан встретить датского королевича Вальдемара, сына короля Христиана IV, под Псковом, причем в наказе ему стояло: «королевичу Вальдемару Христианусовичу всякое береженье и честь держать великую, здоровья его от русских и от всяких людей остерегать накрепко». 21 января 1644 года королевич въехал в Москву, а 3 февраля датские послы были в ответе с боярами, князем Никитой Ивановичем Одоевским, князем Юрием Андреевичем Сицким, окольничим Василием Ивановичем Стрешневым и другими. Царь Михаил Фёдорович соглашался выдать свою дочь, царевну Ирину, замуж за датского королевича под непременным условием принятия им православия. Все уговоры были тщетны, королевич и слышать не хотел о перемене веры и просил отпустить его обратно в Данию. Получив от царя Михаила Фёдоровича отказ в отпуске, королевич решил бежать, но стрельцы не пропустили его за Тверские ворота и захватили бывшего с ним датского придворного. 12 мая королевич лично признался князю Юрию Андреевичу Сицкому в своем намерении бежать из Москвы и в том, что он убил стрельца, который задержал его придворного.
Относительно земельных владений известно, что князю Юрию Андреевичу Сицкому принадлежало село Ельдигино в Московском уезде, а также что им была куплена одна из старинных вотчин князей Приимковых в Ростовском уезде.
У князя Юрия Андреевича Сицкого были местнические счеты: с Фёдором Петровичем Нащокиным, Григорием Гавриловичем Пушкиным и его братом Степаном; князем Юрием Петровичем Ромодановским.
В 1644 году местничал с Михаилом Михайловичем Салтыковым по поводу назначения при встрече посла.
Умер в 1644 году.

## Брак и дети
Жена: княжна Фетинья Владимировна (ум. 26 августа 1672, в монашестве Феодосия), дочь князя В. И. Бахтеярова-Ростовского.
Детей не было. С его смертью род Сицких угас.

## Критика
В Боярской книге имеются современники, три князя Юрия Андреевича Сицких:
- Князь Сицкий Юрий Андреевич — в 1640 году московский дворянин.
- Князь Сицкий Юрий Андреевич — в 1627-1629 годах стольник, в 1629 году показан бояриным.
- Князь Сицкий Юрий Андреевич — в 1626 году стольник, в 1640 году боярин, умер августе в 1644 года.

Возможно смешивания служб.